# الكأس الممتاز الليبي 2009
بطولة الكأس الممتاز الليبي 2009 هي النسخة الثالثة عشرة من بطولة الكأس الممتاز الليبي، والنسخة الثانية عشرة من البطولة التي تقام بنظام المباراة الواحدة، وقد فاز فيها نادي الاتحاد بتاسع كأسٍ له وهو ثامن فوز له على التوالي. أقيمت هذه البطولة بين نادي الاتحاد بطل الدوري الليبي الممتاز وكأس الفاتح والترسانة وصيف الكأس، وقد لُعبت المباراة على ملعب 11 يونيو في يوم 22 سبتمبر 2009 وانتهت بفوز الاتحاد على الترسانة بنتيجة 3–2.

## المباراة
| الاتحاد                                                 | 3–2   | الترسانة            |
| ------------------------------------------------------- | ----- | ------------------- |
| جيري إيميري 4' · بان بيير كوليبالي 38' · أحمد الزوي 76' | تقرير | أحمد كراوع 34'، 46' |